# Luigi Fenga
Luigi Fenga (Verona, 14 agosto 1928 – Genova, 30 ottobre 2016) è stato un poeta, romanziere e saggista italiano.

## Biografia
Luigi Fenga è nato a Verona da genitori siciliani. A causa del lavoro del padre, colonnello medico, la famiglia si è trasferita in varie città, tra cui Firenze, dove Fenga ha trascorso la maggior parte dell'infanzia, e definitivamente a Genova nel 1938. Ha conseguito la maturità classica presso il liceo ginnasio D'Oria. Nel frattempo ha partecipato attivamente alla Resistenza arruolandosi nelle Brigate Mazzini. Ha conseguito la laurea in Medicina nel 1956. Si è specializzato in Medicina legale e delle Assicurazioni, esercitando alcuni anni presso l'INAM; dal 1962 si è dedicato esclusivamente alla libera professione, conseguendo la specializzazione in Geriatria e Gerontologia a Firenze con il prof. Antonini e in Oncologia, presso l'Università di Genova.
Accanto alla professione medica ha svolto un'intensa attività letteraria. Ha collaborato con recensioni di letteratura e di arti visive ai quotidiani Il Lavoro Nuovo di Genova, Trieste oggi e Il Piccolo di Trieste, città nella quale ha soggiornato ripetutamente. È stato uno dei redattori più attivi della rivista "Resine - Quaderni liguri di cultura". Ha pubblicato diversi saggi critici (su Giuseppe Rensi, Filippo De Pisis, Enrico Morselli, Giorgio Caproni, Adriano Guerrini, Angelo Barile, Carlo Bo, Biagio Marin ecc.), apparsi su riviste e miscellanee. Presso la Fondazione Novaro di Genova è presente un fondo Luigi Fenga curato da Massimo Sannelli.

## Opere

### Poesie
- Fra due città, Genova, San Marco dei Giustiniani, 1981
- Grovigli, Savona, Sabatelli, 1983
- Molti dei, Genova, San Marco dei Giustiniani, 1987
- Le amorose fiamme, Genova, San Marco dei Giustiniani, 1999

- Ora che sono dio, Ventimiglia, Philobiblon, 2010

### Romanzi
- Una rabbia gridata, Pasian di Prato (UD), Campanotto, 1995
- I sogni inutili, Pasian di Prato, (UD), Campanotto, 2001
- La scheggia rotta, Strepeto di Bedonia (PR), Rupe Mutevole, 2005

### Racconti
- Le stravaganze della vita, Strepeto di Bedonia (PR), Rupe Mutevole, 2005

### Traduzioni
- Virgilio Giotti, Piccolo canzoniere in dialetto triestino, Genova, San Marco dei Giustiniani, 2005

### Saggi
- Golia, marcia del fascismo di G.A. Borgese: una lettura analitica, Milano, Biblion, 2017 (pubblicato postumo).
- Estetica e opera d'arte in Rensi, in "L'inquieto esistere. Atti del Convegno su Giuseppe Rensi nel cinquantenario della morte (1941 - 1991)", Genova, Effe Emme Enne, 1993
- Una sete inesausta, in "De Pisis. Galleria Maggiore", Bologna, 1993
- La poesia di Filippo De Pisis, in "Resine. Quaderni liguri di cultura, Nuova Serie", Savona, Sabatelli, n. 13
- L'ottimismo sovreccitato della civilizzazione. Enrico Morselli e la psicanalisi, in "Novecento", Genova, Sagep, 1998
- Lettura di Parole (dopo l'esodo) dell'ultimo della Moglia. in "Queste nostre zone montane. Atti del convegno di studi su Giorgio Caproni", a cura di F. Macciò, Genova, La Quercia, 1995
- Ogni verità è nel suo contrario: l'avventura del grande Caproni, in "Per Giorgio Caproni", a cura di G. Devoto e S. Verdino, Genova, San Marco dei Giustiniani, 1997
- "Altro era il suo stampo". A proposito di un rifiuto di 40 anni fa. La rivoluzione al liceo di Adriano Guerrini in "Resine. Quaderni liguri di cultura. Nuova serie", Savona, Sabatelli, n. 117 - 118
- La polemica dell'età di ferro. in "Adriano Guerrini e l'età di ferro", Ravenna, Longo editore, 1989
- Biagio Marin: una voce che guarda, in "Resine. Quaderni liguri di cultura, Nuova Serie", Savona, Sabatelli, n. 64
- Quella che danza fuori musica e sola, in "Resine. Quaderni liguri di cultura, Nuova Serie", Savona, Sabatelli, n. 73/74
- Carlo Bo e la letteratura come conoscenza, in "Resine. Quaderni liguri di cultura, Nuova Serie", Savona, Sabatelli, n.65/66